# SmartStax
SmartStax est une marque commerciale de semences génétiquement modifiées issue d'une collaboration entre Monsanto et Dow Chemical.
Les semences ainsi modifiées contiennent différents gènes pour augmenter leur résistance aux insectes et leur tolérance aux herbicides, dont le Yieldgard VT Triple (de Monsanto), le Herculex Xtra (de Dow), le RoundUp Ready 2 (de Monsanto) et le Liberty Link (de Dow). Ces caractéristiques permettent aux plantes de produire des insecticides contre certains insectes ravageurs aériens et souterrains, tout comme elles offrent une résistance aux herbicides.  
Ce maïs a été autorisé à la culture commerciale aux États-Unis et au Canada en 2007. Depuis 2009, le SmartStax est disponible pour le maïs. Les deux sociétés prépareraient d'autres semences ainsi modifiées, dont le cotonnier, le soya et des variétés de graines spécialement sélectionnées.  
Les techniques génétiques antérieures ajoutaient trois gènes, alors que le SmartStax en injecte huit. Cette technologie fait aussi appel à l'Acceleron Seed Treatment System, qui protège les plantes contre les insectes au début de leur croissance. Elle exige une zone refuge de 5 %, alors que les autres technologies demandent 20 %. Mais cette réduction des zones refuges a été contesté par plusieurs entomologistes, à l'instar de Bruce Tabashnik, directeur du département d’entomologie de l’Université d’Arizona, et David Andow, professeur d’écologie des insectes à l’Université du Minnesota. Les récents travaux du Pr. Tabashnik ont montré justement que des insectes peuvent développer des résistances à deux toxines différentes exprimées par la même PGM. Pour lui, « ces résistances sont attendues quelles que soient les protéines insecticides et leur combinaison ». Mais surtout, le scientifique souligne qu’il n’y a eu aucune recherche montrant que la réduction des zones refuges serait sans impact sur la vitesse d’apparition de résistance. Le Professeur explique donc que la décision de réduire les zones refuges a été prise sans donnée scientifique et souligne que la combinaison du maïs à résistance multiple aux insectes et la diminution des zones refuges s’annule tout simplement (davantage de résistance d’un côté – une facilitation de l’apparition de résistance de l’autre). Cette opinion est confirmée par David Andow qui affirme que « cette décision n’est pas prise sur des bases scientifiques ».
Selon l'entreprise elle-même, ce maïs  fait partie des efforts de Monsanto pour doubler les rendements agricoles d'ici 2030 tout en cultivant la même surface agricole. 
SmartStax est vendu sous les marques de Genuity (Monsanto) et de Mycogen (Dow). 